# Argathona macronema
Argathona macronema är en kräftdjursart som först beskrevs av Pieter Bleeker 1857.  Argathona macronema ingår i släktet Argathona och familjen Corallanidae. Inga underarter finns listade i Catalogue of Life.